# 2MASS J07171626+5705430
2MASS J07171626+5705430 ist ein Brauner Zwerg im Sternbild Luchs. Er wurde 2003 von John C. Wilson et al. entdeckt. Er gehört der Spektralklasse L6,5 an.